# .kr
.kr là tên miền quốc gia cấp cao nhất (ccTLD) của Hàn Quốc (Đại Hàn Dân Quốc).

## Tên miền con
| Tên miền con | Khu vực                      | Cấp cho                                           |
| ------------ | ---------------------------- | ------------------------------------------------- |
| .kr          | Thương mại                   | Các tổ chức hoặc cá nhân                          |
| co.kr        | Thương mại                   | Các tổ chức hoặc cá nhân                          |
| ne.kr        | Mạng truyền thông            | Các tổ chức hoặc cá nhân                          |
| or.kr        | Phi thương mại               | Các tổ chức hoặc cá nhân                          |
| re.kr        | Nghiên cứu                   | Các tổ chức hoặc cá nhân                          |
| pe.kr        | Cá nhân                      | Các cá thể                                        |
| go.kr        | Chính phủ                    | Chính quyền và các tổ chức Chính phủ              |
| mil.kr       | Quân đội                     | Các tổ chức quân sự                               |
| ac.kr        | Trường Cao đẳng hoặc Đại học | Các trường Cao đẳng hoặc Đại học                  |
| hs.kr        | Trường Trung học             | Các trường Trung học                              |
| ms.kr        | Trường Trung học Cơ sở       | Các trường Trung học Cơ sở                        |
| es.kr        | Trường Tiểu học              | Các trường Tiểu học                               |
| sc.kr        | Trường học                   | Các tổ chức giáo dục khác                         |
| kg.kr        | Trường Mẫu giáo              | Các trường Mẫu giáo                               |
| seoul.kr     | Seoul                        | Các tổ chức hoặc cá nhân có liên quan đến khu vực |
| busan.kr     | Busan                        | Các tổ chức hoặc cá nhân có liên quan đến khu vực |
| daegu.kr     | Daegu                        | Các tổ chức hoặc cá nhân có liên quan đến khu vực |
| incheon.kr   | Incheon                      | Các tổ chức hoặc cá nhân có liên quan đến khu vực |
| gwangju.kr   | Gwangju                      | Các tổ chức hoặc cá nhân có liên quan đến khu vực |
| daejeon.kr   | Daejeon                      | Các tổ chức hoặc cá nhân có liên quan đến khu vực |
| ulsan.kr     | Ulsan                        | Các tổ chức hoặc cá nhân có liên quan đến khu vực |
| gyeonggi.kr  | Gyeonggi-do                  | Các tổ chức hoặc cá nhân có liên quan đến khu vực |
| gangwon.kr   | Gangwon-do                   | Các tổ chức hoặc cá nhân có liên quan đến khu vực |
| chungbuk.kr  | Chungcheongbuk-do            | Các tổ chức hoặc cá nhân có liên quan đến khu vực |
| chungnam.kr  | Chungcheongnam-do            | Các tổ chức hoặc cá nhân có liên quan đến khu vực |
| jeonbuk.kr   | Jeollabuk-do                 | Các tổ chức hoặc cá nhân có liên quan đến khu vực |
| jeonnam.kr   | Jeollanam-do                 | Các tổ chức hoặc cá nhân có liên quan đến khu vực |
| gyeongbuk.kr | Gyeongsangbuk-do             | Các tổ chức hoặc cá nhân có liên quan đến khu vực |
| gyeongnam.kr | Gyeongsangnam-do             | Các tổ chức hoặc cá nhân có liên quan đến khu vực |
| jeju.kr      | Jeju-do                      | Các tổ chức hoặc cá nhân có liên quan đến khu vực |
| 한글.kr      | Không giới hạn               | Các tổ chức hoặc cá nhân                          |